# Cantón de Capestang
El cantón de Capestang era una división administrativa francesa, que estaba situada en el departamento de Hérault y la región de Languedoc-Rosellón.

## Composición
El cantón estaba formado por nueve comunas:
- Capestang
- Creissan
- Maureilhan
- Montady
- Montels
- Nissan-lez-Enserune
- Poilhes
- Puisserguier
- Quarante

## Supresión del cantón de Capestang
En aplicación del Decreto nº 2014-258 de 26 de febrero de 2014, el cantón de Capestang fue suprimido el 22 de marzo de 2015 y sus 9 comunas pasaron a formar parte; seis del nuevo cantón de Saint-Pons-de-Thomières, dos del nuevo cantón de Cazouls-lès-Béziers y una del nuevo cantón de Béziers-1.